# Élections régionales de 1970 en Basse-Saxe
Les élections régionales de 1970 en Basse-Saxe (en allemand : Landtagswahl in Niedersachsen 1970) se tiennent le 14 juin 1970, afin d'élire les 149 députés de la 7e législature du Landtag, pour un mandat de quatre ans.
Le scrutin est marqué par la victoire du SPD du ministre des Finances Alfred Kubel, qui remporte l'exacte majorité absolue de sièges.

## Contexte
À la suite des élections du 4 juin 1967, le ministre-président social-démocrate Georg Diederichs reconduit sa « grande coalition » avec la CDU. Durant la législature, des changements au sein des groupes parlementaires font de la CDU le premier parti du Landtag. Alors que l'Union chrétienne-démocrate demande à avoir une voix de plus que le Parti social-démocrate au Conseil fédéral, Diederichs décide de convoquer des élections anticipées, une première depuis la création de l'Allemagne fédérale en 1949.

## Mode de scrutin
Le Landtag est constitué de 149 députés (en allemand : Mitglied des Landtags, MdL), élus pour une législature de quatre ans au suffrage universel direct et suivant le scrutin proportionnel d'Hondt.
Chaque électeur dispose d'une voix, qui compte double : elle lui permet de voter pour un candidat de sa circonscription, selon les modalités du scrutin uninominal majoritaire à un tour, le Land comptant un total de 95 circonscriptions ; elle est alors automatiquement attribuée au parti politique dont ce candidat est le représentant.
Lors du dépouillement, l'intégralité des 149 sièges est répartie en fonction des voix attribuées aux partis, à condition qu'un parti ait remporté 5 % des voix au niveau du Land. Si un parti a remporté des mandats au scrutin uninominal, ses sièges sont d'abord pourvus par ceux-ci.
Dans le cas où un parti obtient plus de mandats au scrutin uninominal que la proportionnelle ne lui en attribue, la taille du Landtag est augmentée jusqu'à rétablir la proportionnalité.

## Campagne

### Principaux partis
| Parti | Parti                                                                              | Chef de file                                    | Résultat en 1967           |
| ----- | ---------------------------------------------------------------------------------- | ----------------------------------------------- | -------------------------- |
|       | Parti social-démocrate d'Allemagne Sozialdemokratische Partei Deutschlands         | Alfred Kubel (Ministre des Finances)            | 43,1 % des voix 66 députés |
|       | Union chrétienne-démocrate d'Allemagne Christlich Demokratische Union Deutschlands | Wilfried Hasselmann (Ministre de l'Agriculture) | 41,7 % des voix 63 députés |
|       | Parti national-démocrate d'Allemagne Nationaldemokratische Partei Deutschlands     | Heinz Rudolph                                   | 7,0 % des voix 10 députés  |
|       | Parti libéral-démocrate Freie Demokratische Partei                                 | Rötger Groß                                     | 6,9 % des voix 10 députés  |

## Résultats

### Voix et sièges
| Parti                             | Parti                                        | Deuxièmes voix | Deuxièmes voix | Sièges | Sièges        | Sièges | Sièges | Sièges        |
| Parti                             | Parti                                        | Votes          | %              | MU1    | +/-           | Liste  | Total  | +/-           |
| --------------------------------- | -------------------------------------------- | -------------- | -------------- | ------ | ------------- | ------ | ------ | ------------- |
|                                   | Parti social-démocrate d'Allemagne (SPD)     | 1 792 943      | 46,26          | 55     | 3             | 20     | 75     | 9             |
|                                   | Union chrétienne-démocrate d'Allemagne (CDU) | 1 771 698      | 45,71          | 40     | 3             | 34     | 74     | 11            |
|                                   | Parti libéral-démocrate (FDP)                | 169 457        | 4,37           | 0      | en stagnation | 0      | 0      | 10            |
|                                   | Parti national-démocrate d'Allemagne (NPD)   | 124 675        | 3,21           | 0      | en stagnation | 0      | 0      | 10            |
|                                   | Parti communiste allemand (DKP)              | 15 076         | 0,39           | 0      | Nv.           | 0      | 0      | Nv.           |
|                                   | Parti européen (EP)                          | 1 256          | 0,03           | 0      | en stagnation | 0      | 0      | en stagnation |
|                                   | Parti du Land de Basse-Saxe (NLP)            | 671            | 0,02           | 0      | Nv.           | 0      | 0      | Nv.           |
|                                   | Indépendants                                 | 52             | 0,00           | 0      | en stagnation | 0      | 0      | en stagnation |
|                                   |                                              |                |                |        |               |        |        |               |
| Votes valides                     | Votes valides                                | 3 875 828      | 99,33          |        |               |        |        |               |
| Votes blancs et nuls              | Votes blancs et nuls                         | 26 175         | 0,67           |        |               |        |        |               |
| Total                             | Total                                        | 3 902 003      | 100            | 95     | en stagnation | 54     | 149    | en stagnation |
| Abstentions                       | Abstentions                                  | 1 183 440      | 23,27          |        |               |        |        |               |
| Nombre d'inscrits / participation | Nombre d'inscrits / participation            | 5 085 443      | 76,73          |        |               |        |        |               |